# Eucarpia insignis
Eucarpia insignis är en insektsart som först beskrevs av William Lucas Distant 1912.  Eucarpia insignis ingår i släktet Eucarpia och familjen kilstritar.
Artens utbredningsområde är Sri Lanka. Inga underarter finns listade i Catalogue of Life.